# Институт национальных музеев Руанды
Институт национальных музеев Руанды (руанда Ingoro Ndangamurage z'u Rwanda) создан 18 сентября 1989 года как государственное учреждение Руанды, призванное обеспечивать музеи и объекты исторического и культурного наследия страны платформой для обучения и обмена опытом, а также для сбора, сохранения, исследования и экспонирования исторического и современного культурного и природного достояния Руанды.

## Музеи
В составе Института национальных музеев Руанды работает несколько музеев, среди которых:
- Этнографический музей
- Национальная художественная галерея
- Музей королевского дворца
- Президентский дворец
- Музей естественной истории
- Экологический музей[3]